# 陳傑憲
陳傑憲（1994年1月7日—）為台灣職業棒球選手，守備位置主要為外野手。效力於中華職棒統一7-ELEVEn獅，並擔任隊長。因外貌神似演員吳奇隆，故有「四爺」的綽號。

## 早年
陳傑憲出生於高雄市，就學於高雄市苓雅區中正國小、高雄市大仁國中、高雄市三民高中期間均參加校內棒球隊。高中時期留學日本就讀岡山共生高校，與吳念庭為三游搭檔。2012年畢業後參與日本職棒選秀，惟以落選告終。
陳傑憲回台灣後，2013年加入業餘的台灣電力棒球隊，亦曾入選2014年21U世界盃棒球賽國家隊，當時即有中職隊伍詢問其是否參與來年的選秀會，然而陳選擇續留台電，直到2016年才決心投身中華職棒選秀。

## 職業生涯

### 2016–2019年：游擊手生涯
2016年6月，於季中選秀會被統一7-ELEVEn獅隊以第二輪第五順位選進而開啟職棒生涯，與同年第一輪選進的隊友蘇智傑皆被公認是具有亮眼外型的潛力新秀。
7月11日，以簽約金440萬元，激勵獎金100萬元加盟統一7-ELEVEn獅隊。自從原游擊手陳鏞基轉任三壘手後，統一7-ELEVEn獅隊即嘗試起用過數人接棒游擊大關，但效果皆不如預期。陳傑憲的加入，被認為是獅隊未來數年游擊手的解答，但一般認為陳傑憲是攻優於守的選手，所以他也有著守備穩定度仍待加強的課題。
2016年8月3日於台南球場面對中信兄弟鄭凱文，擊出生涯首支安打，為二壘安打，亦打進生涯首打點；8月7日同樣於台南球場，面對Lamigo桃猿羅曼，揮出生涯首轟，帶有三分打點。
2018年8月4日於台南棒球場，九局下面對Lamigo桃猿吳丞哲，擊出生涯首支再見安打。
2018年9月，因在游擊位置的守備狀況不佳，教練團決定在本年度剩餘球季把陳傑憲移防至外野位置，以求減輕其守備上的壓力。
2019年因上一球季的守備問題，自春訓起轉換守備位置為二壘手。4月9日於桃園國際棒球場，九局上面對Lamigo桃猿陳禹勳，擊出生涯首支滿貫全壘打。4月20日於天母棒球場面對中信兄弟隊先發投手楊志龍遭到觸身球擊中右手手腕，上半球季剩餘賽事缺席。又由於「輕鬆接傳球」造成舊傷復發，右手鋼釘歪掉，骨頭癒合程度不如預期。8月30日遭移出球隊60人名單，該季確定報銷。

### 2020–2024年：轉守外野
2020年開季時為游擊手，然而短短11場出賽出現7次失誤引發信心問題，連帶影響打擊表現。自5月10日起改守外野。與蘇智傑、林安可三人因優異的打擊表現常駐外野守位，被稱作「外野三鬼」。三人表現被認為是統一獅戰績止跌回升，乃至於重返季後賽的一大關鍵。
7月31日，在統一獅對戰樂天桃猿之戰中，敲出個人職棒生涯第500支安打。
9月29日，台南市立棒球場面對中信兄弟隊一役中，在三局下於對方中繼投手官大元手中擊出生涯第200分打點。2020年10月31日，於洲際棒球場對戰中信兄弟隊的台灣大賽首戰，6局上面對羅傑斯的單一打席中纏鬥14球，破了中職總冠軍賽的記錄。（最終選到四壞球保送）
11月8日，於洲際棒球場對戰中信兄弟隊的台灣大賽第七戰，在七局上從黃恩賜手中擊出個人於總冠軍賽的第一次全壘打。
2024年5月25日，陳傑憲於臺南市立棒球場主場面對中信兄弟，首打席擊出安打，達成職棒生涯千安里程碑；以756場出賽，為統一獅隊史上最快，以及聯盟史上第三快。

### 2025年至今：億元長約
陳傑憲與統一7-ELEVEn獅合約於2024年球季結束後到期，並將於2026年球季後取得自由球員資格。12強賽後，他開始透過經紀洽談換約事宜。談約事宜持續至2025年季前，期間歷經陳子豪、江坤宇先後創下中職紀錄，獲得億元合約。合約延遲公布；2025年3月21日，統一獅宣布與陳傑憲10年純球員保障合約，包括保障薪資1.68億、3,200萬激勵獎金，合約總值達新台幣2億元。保障薪資及合約總值皆更新中職最高紀錄。

## 國家隊生涯
- 2014年21U世界盃棒球賽中華隊
- 2017年亞洲職棒冠軍爭霸賽中華隊
- 2023年世界棒球經典賽中華隊
- 2023年亞洲職棒冠軍爭霸賽中華隊
- 2024年世界棒球12強賽中華隊
- 2026年世界棒球經典賽資格賽中華隊

2017年3月1日於福岡巨蛋舉行的中職日職對抗賽第二戰上場先發，打出三支安打的優異成績，並打回中華職棒聯隊唯一一分打點。
2024年11月24日，世界12強棒球賽金牌戰，於東京巨蛋對戰日本，在五局上敲出關鍵性的三分全壘打，帶動中華隊氣勢，最終帶領中華台北以4：0拿下隊史首次世界三大賽金牌，個人以12強賽史最高0.625打擊率，獲打擊王、最佳守備球員、全明星隊（外野手）與最有價值球員。

## 個人生活
陳傑憲於2018年認識中信兄弟前啦啦隊成員綺綺。兩人於2021年1月7日結婚，並育有兩子。2024年，陳傑憲在12強賽後，抱著獎牌在場邊尋找綺綺，成為一時熱門的花邊新聞。

## 生涯成績
- (粗體字為該年度最佳或最高成績）

| 年度 | 球隊           | 出賽 | 打數 | 安打 | 全壘打 | 打點 | 得分 | 盜壘 | 四死 | 三振 | 壘打數 | 雙殺打 | 打擊率 | 上壘率 | 長打率 | OPS   |
| ---- | -------------- | ---- | ---- | ---- | ------ | ---- | ---- | ---- | ---- | ---- | ------ | ------ | ------ | ------ | ------ | ----- |
| 2016 | 統一7-ELEVEn獅 | 37   | 116  | 40   | 2      | 14   | 18   | 5    | 12   | 11   | 53     | 0      | 0.345  | 0.403  | 0.457  | 0.860 |
| 2017 | 統一7-ELEVEn獅 | 114  | 437  | 169  | 3      | 48   | 113  | 17   | 69   | 36   | 222    | 6      | 0.387  | 0.466  | 0.508  | 0.974 |
| 2018 | 統一7-ELEVEn獅 | 112  | 463  | 165  | 8      | 60   | 102  | 16   | 59   | 43   | 229    | 8      | 0.356  | 0.428  | 0.495  | 0.923 |
| 2019 | 統一7-ELEVEn獅 | 20   | 78   | 29   | 2      | 15   | 17   | 5    | 9    | 5    | 38     | 2      | 0.372  | 0.432  | 0.487  | 0.919 |
| 2020 | 統一7-ELEVEn獅 | 115  | 484  | 174  | 3      | 67   | 99   | 21   | 56   | 42   | 223    | 5      | 0.360  | 0.420  | 0.461  | 0.881 |
| 2021 | 統一7-ELEVEn獅 | 104  | 394  | 128  | 3      | 36   | 69   | 22   | 49   | 40   | 162    | 5      | 0.325  | 0.399  | 0.411  | 0.810 |
| 2022 | 統一7-ELEVEn獅 | 108  | 408  | 126  | 6      | 42   | 64   | 17   | 50   | 37   | 172    | 8      | 0.309  | 0.380  | 0.422  | 0.802 |
| 2023 | 統一7-ELEVEn獅 | 109  | 403  | 127  | 4      | 49   | 70   | 10   | 69   | 43   | 160    | 10     | 0.315  | 0.413  | 0.397  | 0.810 |
| 2024 | 統一7-ELEVEn獅 | 112  | 401  | 134  | 2      | 55   | 71   | 7    | 63   | 50   | 167    | 15     | 0.334  | 0.421  | 0.416  | 0.810 |
| 合計 | 9年            | 831  | 3184 | 1092 | 33     | 386  | 623  | 120  | 436  | 307  | 1426   | 59     | 0.343  | 0.419  | 0.448  | 0.867 |

## 外部連結
- 陳傑憲在中華職棒官網
- 陳傑憲在Baseball-Reference.com（小聯盟以及海外聯盟）（英语）
- 陳傑憲的Instagram帳戶
- 陳傑憲的Facebook專頁
- 陳傑憲在台灣棒球維基館上的頁面（繁體中文）

| 獎項                          | 獎項                                     | 獎項                 |
| ----------------------------- | ---------------------------------------- | -------------------- |
| 前任： 王柏融 朱育賢          | 中華職棒安打王 2018年 2020年             | 繼任： 朱育賢 王威晨 |
| 前任： 林承飛                 | 中華職棒最佳十人獎（游擊手） 2017-2018年 | 繼任： 林承飛        |
| 前任： 林立                   | 中華職棒打擊王 2020年                    | 繼任： 陳俊秀        |
| 前任： 詹子賢、蘇智傑、藍寅倫 | 中華職棒最佳十人獎（外野手） 2020—2024年 | 繼任： 現任          |
| 前任： 郭天信、邱丹、詹子賢   | 中華職棒金手套獎（外野手） 2022—2024年   | 繼任： 現任          |

| 體育角色      | 體育角色                                        | 體育角色             |
| ------------- | ----------------------------------------------- | -------------------- |
| 前任： 周思齊 | 台北市職業棒球員工會理事長 2022年1月－2025年5月 | 繼任： 吉力吉撈·鞏冠 |